# Chelmsford, Ontario
Chelmsford är en ort i Kanada.   Den ligger i provinsen Ontario, i den sydöstra delen av landet, 400 km väster om huvudstaden Ottawa. Chelmsford ligger 267 meter över havet och antalet invånare är 500.
Terrängen runt Chelmsford är platt. Runt Chelmsford är det ganska glesbefolkat, med 43 invånare per kvadratkilometer.. Närmaste större samhälle är Greater Sudbury, 19,1 km sydost om Chelmsford. 
Omgivningarna runt Chelmsford är en mosaik av jordbruksmark och naturlig växtlighet.